# 12883 Gassler
12883 Gassler este o planetă minoră (asteroid), cu un diametru de 3,88 km, din centura de asteroizi. A fost descoperită pe 17 august 1998 la Magdalena Ridge Observatory⁠(d) de Lincoln Near-Earth Asteroid Research. 
Obiectul prezintă o orbită caracterizată de o semiaxă mare de 2,2741615 UAi, o excentricitate de 0,09, o înclinație de 3,05936 ° în raport cu ecliptica.